# Encyklopedia Britannica
Encyklopedia Britannica (oryg. ang. Encyclopædia Britannica) – anglojęzyczna encyklopedia powszechna wydana po raz pierwszy w latach 1768–1771 w Edynburgu przez Colina Macfarquhara i Williama Smellie’a, a od 1901 wydawana w Stanach Zjednoczonych. Od 2012 wydawana tylko w wersji online.

## Historia encyklopedii

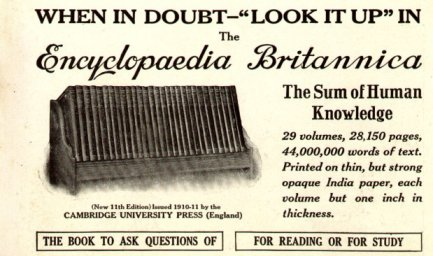
Reklama encyklopedii z 1913

Wydawana od XVIII wieku w Edynburgu, w przeciwieństwie do francuskiej Encyclopédie (1751–1766), na której się wzorowała, Encyclopædia Britannica była bardzo zachowawcza; późniejsze wydania były zwykle dedykowane monarchom. W 1870 wydawnictwo zostało przeniesione do Londynu. 11. edycja encyklopedii, wydana w 1911 wspólnie z Uniwersytetem w Cambridge, uważana jest za klasyczne wydanie Encyklopedii Britanniki, reprezentujące sumę wiedzy dostępnej u progu XX wieku (znajduje się ona w domenie publicznej i jest rozwijana w ramach projektu Gutenberg jako Project Gutenberg Encyclopedia). Składa się na nią 29 tomów i 44 miliony wyrazów.
Po wydaniu 11. edycji znak handlowy i prawa do publikacji encyklopedii zostały sprzedane wydawnictwu Sears Roebuck z Chicago, które następnie w 1941 odstąpiło je Uniwersytetowi Chicagowskiemu. W styczniu 1996 wydawnictwo Encyclopædia Britannica Inc. zostało kupione przez szwajcarskiego milionera Jacquiego Safrę.

### Obecnie
Wersja Encyklopedii Britannica wydana w 2004 zawiera około 120 tysięcy artykułów, liczących razem około 44 milionów słów. Wydana została w formie książkowej, dostępna on-line, na płytach CD-ROM oraz DVD-ROM. Artykuły do tego wydania powstały staraniem ponad czterech tysięcy współpracowników, a 35% jej zawartości zostało przepisanych lub napisanych od nowa od 2002 do 2004.
Od 2008 redakcja EB współpracuje przy edycji Time Almanac.

## Historia wydań
| Wydanie | Data publikacji           | Objętość                    | Redaktorzy                                                                                   |
| ------- | ------------------------- | --------------------------- | -------------------------------------------------------------------------------------------- |
| 1.      | 1768–1771                 | 3 tomy                      | William Smellie                                                                              |
| 2.      | 1777–1784                 | 10 tomów                    | James Tytler                                                                                 |
| 3.      | 1788–1797, sup. 1801      | 18 tomów i 2 suplementy     | Colin Macfarquhar i George Gleig                                                             |
| 4.      | 1801–1809                 | 20 tomów                    | James Millar                                                                                 |
| 5.      | 1815                      | 20 tomów                    | James Millar i Thomas Bonar                                                                  |
| 6.      | 1820–1823, sup. 1815–1824 | 20 tomów i 6 suplementów    | Charles Maclaren i Macvey Napier                                                             |
| 7.      | 1830–1842                 | 21 tomów                    | Macvey Napier                                                                                |
| 8.      | 1853–1860                 | 22 tomy                     | Thomas Stewart Traill                                                                        |
| 9.      | 1875–1889                 | 25 tomów                    | Thomas Spencer Baynes (do 1880, później W. Robertson Smith)                                  |
| 10.     | 1902–1903                 | wydanie 9. + 11 suplementów | Sir Donald Mackenzie Wallace, Hugh Chisholm i Arthur T. Hadley z pomocą Franklina H. Hoopera |
| 11.     | 1910–1911                 | 29 tomów                    | Hugh Chisholm                                                                                |
| 12.     | 1921–1922                 | wydanie 11. + 3 suplementy  | Hugh Chisholm                                                                                |
| 13.     | 1926                      | wydanie 11. + 3 suplementy  | James Louis Garvin                                                                           |
| 14.     | 1929–1973                 | 24 tomy                     | James Louis Garvin z pomocą Franklina H. Hoopera                                             |
| 15.     | 1974–1984                 | 30 tomów                    | Mortimer Jerome Adler, William Benton i Charles E. Swanson                                   |
| 15.     | 1985–2010                 | 32 tomy                     |                                                                                              |

Pierwsze wydanie CD-ROM zostało przygotowane w 1994. W tym czasie została także udostępniona płatna możliwość korzystania z encyklopedii on-line. W 1999 dostęp ten był bezpłatny. Nie wydawano także uaktualnianych wersji drukowanych. Eksperyment ten zakończył się w 2001, a nowa wersja drukowana została wydana w 2002.
W 2012 redakcja ogłosiła, że wersja z 2010 będzie ostatnią wersją drukowaną. Encyklopedia dostępna będzie jedynie w wersji elektronicznej.

## Edycja polska
Encyklopedia Britannica w wersji polskiej była wydawana przez Wydawnictwo Kurpisz w latach 1997–2005 pod tytułem „Britannica – edycja polska” i – wraz z suplementem – obejmowała 49 tomów.